# Jardim Botânico Nacional Grandvaux Barbosa
El Jardim Botânico Nacional Grandvaux Barbosa o Jardí Botànic de Cap Verd és l'únic jardí botànic a Cap Verd. El jardí es troba a São Jorge dos Órgãos. Entre les plantes que conté hi ha flors, arbres de palma, hydrangeas, hibiscus, i moltes altres nadiues de Cap Verd.
El jardí fou creat en 1986 i va rebre el nom del botànic franco-portuguuès Luís Augusto Grandvaux Barbosa (1914-1983). Es troba a 400 m sobre el nivell del mar i té una àrea de 20.000 m². Forma part de l'INIDA (Instituto Nacional de Investigação e Desenvolvimento Agrário), un campus de la Universitat de Cap Verd amb seu a Praia.
El jardí compta amb diverses plantes, en particular algunes de la llista d'endèmiques i en perill com Phoenix atlantica, Euphorbia tuckeyana, Echium hypertropicum, Echium stenosiphon, Artemisia gorgonum, Micromeria forbesii, Aeonium gorgoneum, Campanula jacobaea i altres plantes ornamentals diferents utilitzades en medicina i agricultura.